# Сэммё (жанр)
Семмё (яп. 宣命, せんみょう, «произнесение слов императора») — императорские указы (эдикты), а также жанр ранней японской литературы, появившийся в конце VII века н. э. Произведения в этом жанре писались как на японском, так и китайском языках.

## Особенности Семмё
Семмё, написанные на японском языке, дошли до нас в составе историко-мифологической летописи Сёку нихонги («Продолжение записей о Японии»), которая была завершена в 797 г. и содержала тексты 62 императорских указов. Среди них древнейший датируется 697 годом.
Семмё, написанные на китайском языке, делились на два вида:
- «сё: сё»(яп. 詔書, しょうしょ) — письменные императорские указы, которые складывались коллективом соответствующих чиновников и лишь утверждались самим императором;
- «тёкуси» (яп. 勅旨, ちょくし) — повеление, написанные императором собственноручно, которые сжигались после произнесения их содержания.

В эпоху Хэйан и позже императорские указы записывались исключительно на китайском языке официально-делового стиля, а потому, по мнению, специалистов, уже «не имели прямой связи с художественной или обрядово-культурной сферой японской культуры».
К жанру художественной литературы семмё относят в первую очередь из-за их мифопоэтического стиля, а также из-за многочисленных риторических украшений, метафор, синтаксических параллелизмов, синонимических повторов и прочего. Характерной для семмё является ритмико-мелодическая структура отдельных фрагментов или указов в целом.
Тематика семмё была разнообразной: вступление нового императора на трон, праздники, назначения на должности, дарения титулов, наказание, предупреждение мятежникам.

## Способ письма Семмё-гаки
В период Нара, когда некоторые семмё записывались японским языком, способ письма японского языка ещё только формировался, ещё не было азбук хираганы и катаканы. Для записи японского языка использовали исключительно китайские иероглифы.
В то время как в настоящее время для записи японского языка китайские иероглифы используют как носителей значения, или как носителей фонетической оболочки, в семмё и норито использовали другой способ письма — семмё-гаки.
Его суть заключается в том, что знаменательные части речи записывали иероглифами обычного размера (семантическое использование иероглифов), а служебные частицы и окончания записывали иероглифами меньшего размера (фонетическое использование иероглифов).
| Оригинал                                           | Толкование на современном японском языке                                                                        |
| -------------------------------------------------- | --- |
| 天皇 我 大命 良末等 宣 布 大命 乎 衆聞食 倍止 宣。 | 天皇（すめら）が大命（おほみこと）らまと宣（のりたま）ふ大命を 衆（もろもろ）聞食（きこしめさ）へと宣（のる）。 |